# Ersatzwerk Busa Grande

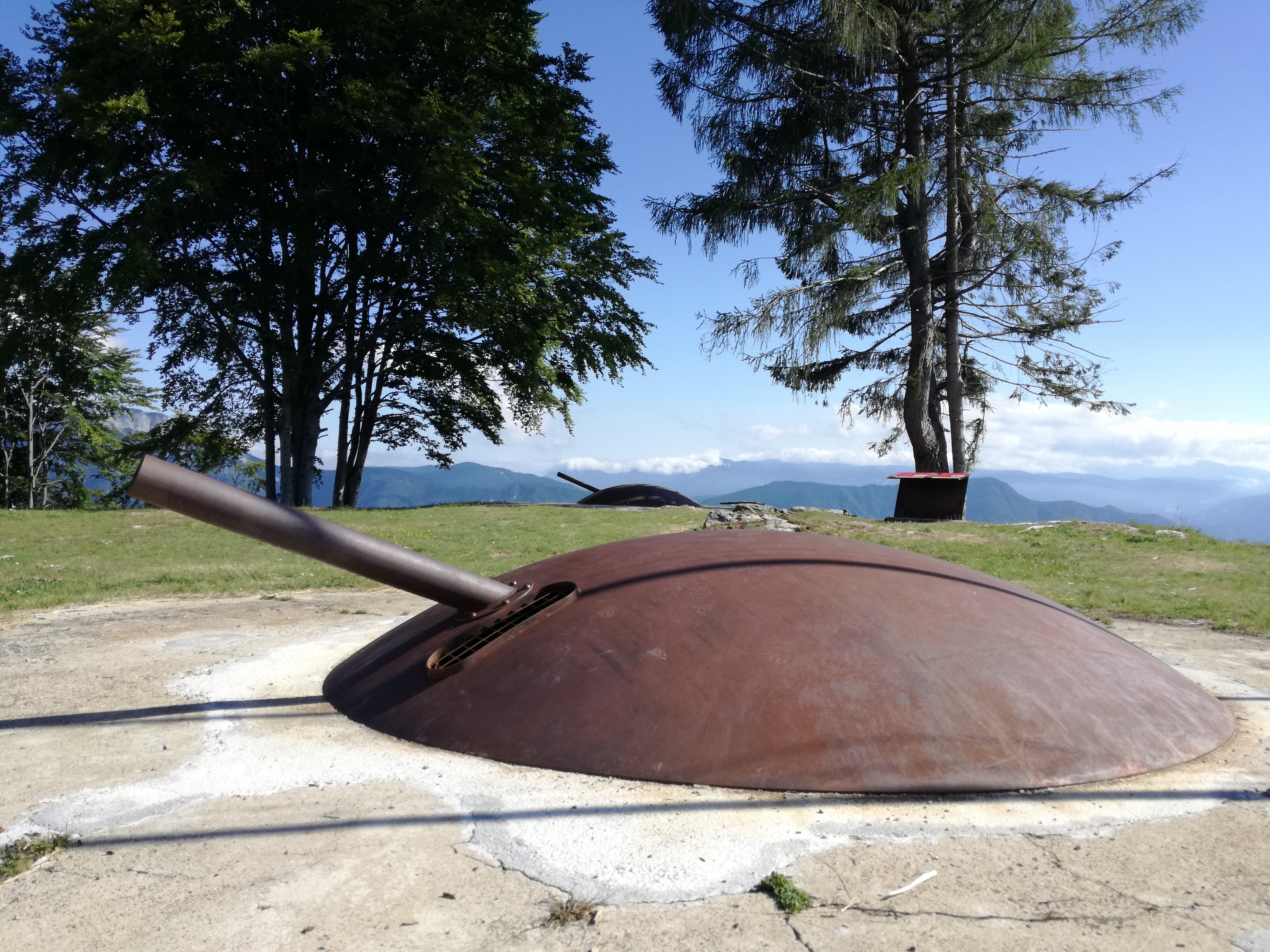
Stark vereinfachte Rekonstruktion der Panzerkuppeln auf Busa Grande zur Abdeckung der darunter liegenden Geschützbrunnen

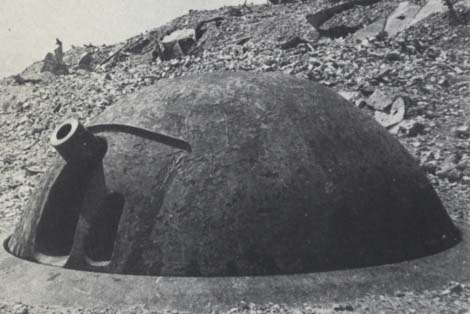
Tatsächliches Aussehen der Geschützkuppeln

Das Ersatzwerk Busa Grande, auch als Busa Granda bezeichnet, ist eine österreichisch-ungarische Festungsanlage aus der Zeit des Ersten Weltkrieges in der norditalienischen Provinz Trient. Es wurde auf der gleichnamigen Bergkuppe oberhalb von Levico Terme in der Valsugana, die in Teilen auch zum Gemeindegebiet von Vignola-Falesina gehört, errichtet.

## Lage
Die Anlage liegt beim Weiler Compet oberhalb von Levico Terme unterhalb der gleichnamigen Kuppe Busa Grande auf knapp 1500 m s.l.m. Bei Compet biegt auch die ehemalige Armierungsstraße von der von Levico nach Vetriolo führenden Strada provinciale Nr. 11 in südwestlicher Richtung ab, über die man in 20 bis 30 Gehminuten das ehemalige Werksgelände erreicht.

## Geschichte
Bereits 1906 gab es im Generalstab der k.u.k. Armee Gedankenspiele Busa Grande fortifikatorisch zu befestigen, allerdings kam es aufgrund fehlender finanzieller Mittel zu keiner weitergehenden Projektausarbeitung.
Als zu Beginn des Jahres 1915 ein Kriegseintritt Italiens immer wahrscheinlicher wurde, begann man auf Seiten Österreich-Ungarns die bestehenden Verteidigungspläne an der Grenze zu Italien in Frage zu stellen und zu überarbeiten. In diesem Sinne wurden auch die beiden in der oberen Valsugana zu Ende des 19. Jahrhunderts errichteten permanenten Sperren Colle delle Bene und Tenna, auch nach den bereits gemachten Erfahrungen an der Ostfront, nicht mehr als zeitgemäß und einem Beschuss durch die moderne Artillerie als nicht mehr gewachsen eingestuft. Dementsprechend begann man nach Alternativen zu suchen und entschloss sich die beiden Werke zu desarmieren und die Werksartillerie an anderer Stelle in Stellung zu bringen.
Anfang Februar 1915 lagen die ersten Projektskizzen für den Bau einer kavernierten Batterie auf Busa Grande oberhalb von Colle delle Bene der Geniedirektion in Trient vor. Bereits vier Wochen später begann man mit den ersten Arbeiten vor Ort. Im April 1915 wurden die Turmhaubitzen im Werk Colle delle Bene ausgebaut und auf die Busa Grande gebracht. An der Anlage wurde rund um die Uhr auch nachts gearbeitet, so dass sie nach dreieinhalb Monaten noch vor der italienischen Kriegserklärung am 23. Mai 1915 einsatzbereit war. Besetzt wurde sie von Einheiten des Festungsartillerieregimentes Nr. 1 „Trient“, zusammen etwa 50 Mann, sowie von Standschützen des Bataillons Kaltern II, weitere knapp 50 Mann, die für die Bewachung und Nahverteidigung abgestellt worden waren.
Während des von den Italienern zögerlich vorgetragenen Vormarsches in der Valsugana im ersten Kriegsjahr wurden die italienischen Truppen von den Geschützen von Busa Grande immer wieder unter Feuer genommen. Im April 1916 kam es westlich von Roncegno Terme bei S. Osvaldo zu einem Durchbruchsversuch der Italiener und anschließender österreichisch-ungarischer Gegenoffensive durch die 18. Infanteriedivision, bei der auch die Batterien auf Busa Grande eingriffen.
Im Verlauf der Mitte Mai 1916 begonnen österreichisch-ungarischen Frühjahrsoffensive verlagerte sich das Kriegsgeschehen außerhalb der Reichweite der auf Busa Grande liegenden Geschütze, so dass sie in der Folgezeit ausgebaut und näher an die Front in Stellung gebracht wurden. Bis zum Kriegsende diente Busa Grande als Fliegerabwehrstellung. Zu diesem Zweck wurden mehrere Flugabwehrkanonen und Scheinwerfer aufgestellt. Nach Ende des Krieges verfiel die Anlage langsam und stürzte in der Folge zum Teil ein.
Zwischen 2014 und 2016 wurde das Ersatzwerk Busa Grande für über 410.000 Euro umfangreich restauriert und als museale Stätte hergerichtet. Dabei wurde der Schutt abgetragen, die Kuppe von der Vegetation befreit, die Anlage abgesichert, eine elektrische Innenbeleuchtung verlegt, die ehemaligen Panzerkuppeln zur Veranschaulichung rekonstruiert, einige Innenräume rekonstruiert, sowie zahlreiche mehrsprachige Informationstafeln aufgestellt. Seit September 2016 ist Busa Grande in den Sommermonaten für Besucher wieder zugänglich.

## Beschreibung
Beim Bau von Busa Grande griff man unter der Leitung von Franz von Steinhart, dem die Geniedirektion in Trient unterstand, bereits auf die neuesten fortifikatorischen Kenntnisse zurück. So wurden beispielsweise die drei Panzerkuppeln auseinandergezogen angelegt, um der feindlichen Artillerie keine zu leichten Angriffsziele zu bieten. Unter der dritten (nördlichsten) Kuppel lag der Artilleriebeobachter. Den neuen Erkenntnissen entsprechend, legte man die Panzerhaubitzbatterie vollständig unterirdisch im Fels an, wie es bereits in den Sperranlagen der letzten Generation, wie z. B. beim Werk Valmorbia oder der Straßensperre Ponale, der Fall gewesen war.
Vom etwa 110 Meter langen Hauptstollen, der sich in Nord-Süd-Richtung durch die Bergkuppe der Busa Grande zieht, biegen links und rechts eine Reihen von Seitenstollen bzw. Kavernen ab, die teilweise bis zu 60 Meter lang sind. Östlich des Hauptstollens liegen die beiden um die 12 Meter hohen Geschützbrunnen mit ihren Munitionsaufzügen in einem Abstand von etwa 20 Metern zueinander, die nach der Restaurierung wieder vollständig freigelegt sind, während der Zugang zum Artilleriebeobachterstand, der nach dem Haupteingang als erstes vom Hauptstollen östlich abzweigt bereits nach wenigen Metern verschüttet und nicht mehr zugänglich ist.
Neben den Unterkünften für die Mannschaft und die Offiziere, den Munitionsmagazinen waren auch eine Werkstatt, ein Generatorenraum, eine Wasserzisterne, eine Erste-Hilfe-Station, die Küche sowie die Aborte unterirdisch untergebracht worden. Über einen der westlichen Seitenstollen erfolgte der Zugang zu einer der im Freien liegenden Feldgeschützbatterien.
Am südlichen Ende des Hauptstollens führt eine kurze absteigende Poterne zum südlichen Ausgang der kavernierten Batteriestellung. Von hier aus zieht sich ein Schützengraben rund um die Kuppe der Busa Grande, der teilweise bei der Restaurierung der Anlage wieder freigelegt wurde und über den zum Teil die anderen um die Anlage verteilten Feldgeschütz- und Maschinengewehrstellungen zu erreichen sind.

## Bewaffnung

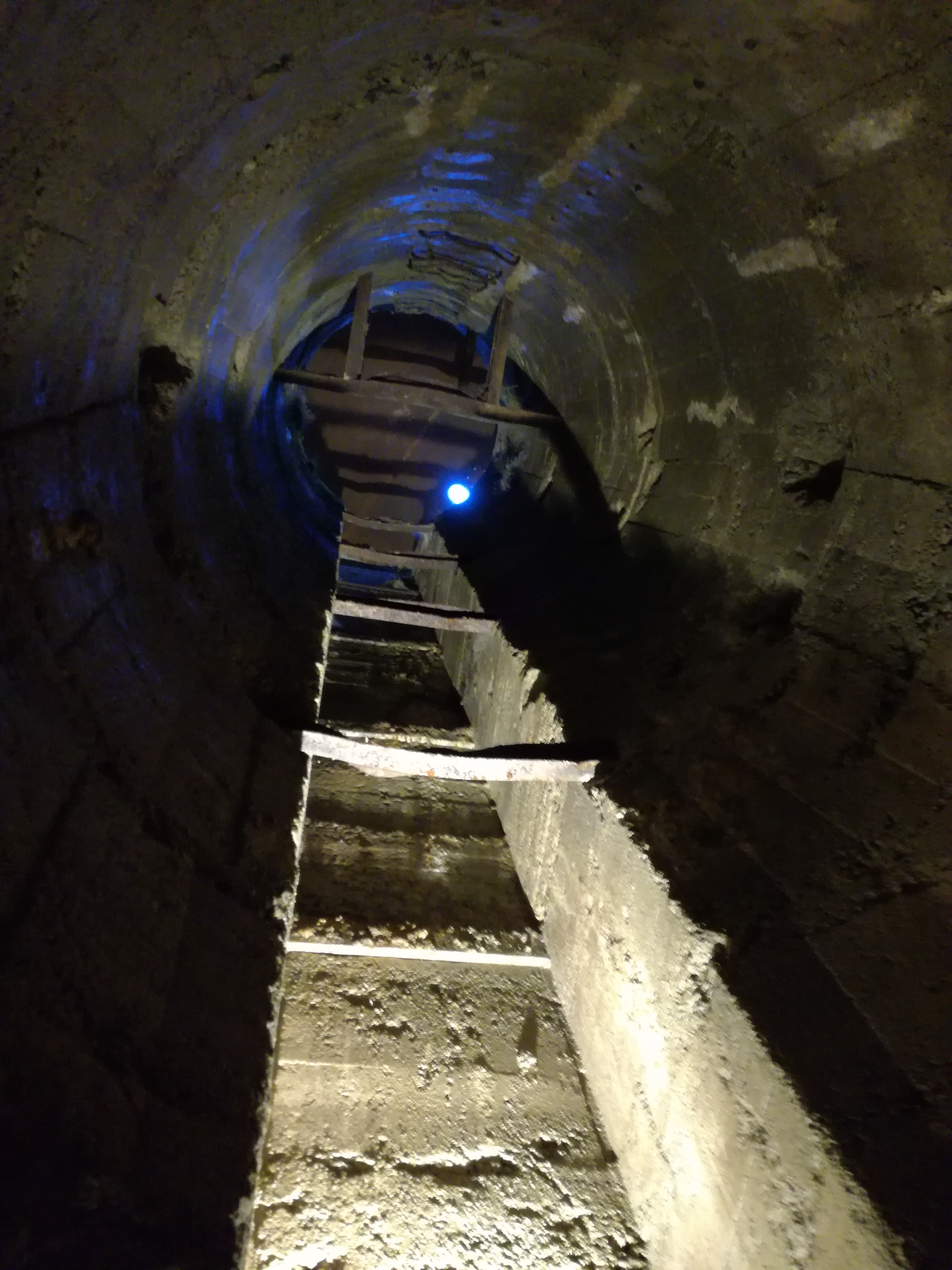
Batterie Busa Grande Geschützbrunnen und Munitionsaufzug

Die Hauptbewaffnung bestand aus zwei 10 cm Turmhaubitzen Modell 1905 von Škoda, die unter zwei Panzerkuppeln montiert und nach der Desarmierung von Werk Colle delle Benne im Frühjahr 1915 nach Busa Grande gebracht worden waren. Neben diesen Panzerturmhaubitzen lagen bei Busa Grande noch drei offene Batteriestellungen mit insgesamt acht 9-cm-Feldkanonen M.75 in Stellung. Zwei dieser Batterien befanden sich mit jeweils zwei Geschützen östlich etwas unterhalb des Werkes, während die dritte Batterie mit vier Geschützen direkt westlich an der kavernierten Hauptanlage anschloss.
Für die Nahverteidigung besaß das Werk zudem zwei vorgelagerte kavernierte Maschinengewehrstände, einer in südlicher Richtung und der andere östlich vom Hauptwerk angelegt, die mit Maschinengewehren vom Modell Schwarzlose M07 sowie Mitrailleusen des Modells Montigny 11 mm/1869 bewaffnet waren.